# Urnäsch (fiume)
L'Urnäsch è un fiume lungo 23,5 km situato nel Canton Appenzello Esterno, affluente sinistro meridionale della Sitter.

## Geografia

### Corso
L'Urnäsch sorge sulla Schwägalp a circa 1281 m s.l.m. nell'Hungbüel, ai piedi del Säntis.
Sempre nei pressi della Schwägalp, il fiume si unisce al Tosbach prima di attraversare il comune di Urnäsch. Tra Hundwil e Waldstatt si trova nelle profondità dell'Hundwilertobel, dove è attraversata dal ponte Hundwilertobelbrücke, di 90 m di altezza, 143 m di apertura alare e 269 m di lunghezza. Vicino al confine con Stein è attraversato dal vecchio ponte di legno coperto a Hundwil, noto come Sprechende Brücke ("ponte parlante"). Più avanti, l'Urnäsch scorre verso nord come fiume di confine tra i comuni di Stein e Herisau nell'Hinterland appenzellese.
Il fiume sfocia infine nella Sitter a 588 m s.l.m. presso la frazione di Kubel del comune di Stein, al confine con il Canton San Gallo.
Il corso dell'Urnäsch, lungo 23,5 km, termina a circa 693 metri sotto la sua sorgente, ed ha quindi una pendenza media del fondo di circa 29‰.

### Bacino idrografico
Il bacino idrografico di 93,6 km² dell'Urnäsch si trova nell'Altipiano svizzero e viene drenato da quest'ultimo attraverso la Sitter, la Thur e il Reno fino al Mare del Nord.

È composto al 34,1% da superfici boscate, al 57,5% da terreni agricoli, al 4,9% da aree di insediamento e al 3,5% da aree improduttive.
L'altezza media del bacino idrografico è di 1020,8 m s.l.m., l'altezza minima è di 604 m s.l.m. e l'altezza massima è di 2388 m s.l.m.

## Idrologia
Presso la stazione di rilevamento di Hundwil-Aeschentobel, la portata media dell'Urnäsch tra il 1962 e il 2022 era di 2,82 m³/s, con un massimo di 154 m³/s del 17 settembre 2006 e un minimo di 0,034 m³/s del 9 settembre 1986. La temperatura media tra il 2007 e il 2022 era di 7,9 °C, con un massimo di 21,3 °C il 5 agosto 2018 e un minimo di -0,3 °C il 24 gennaio 2013. Il suo regime di deflusso è nivo-pluvial préalpin.

## Ponti

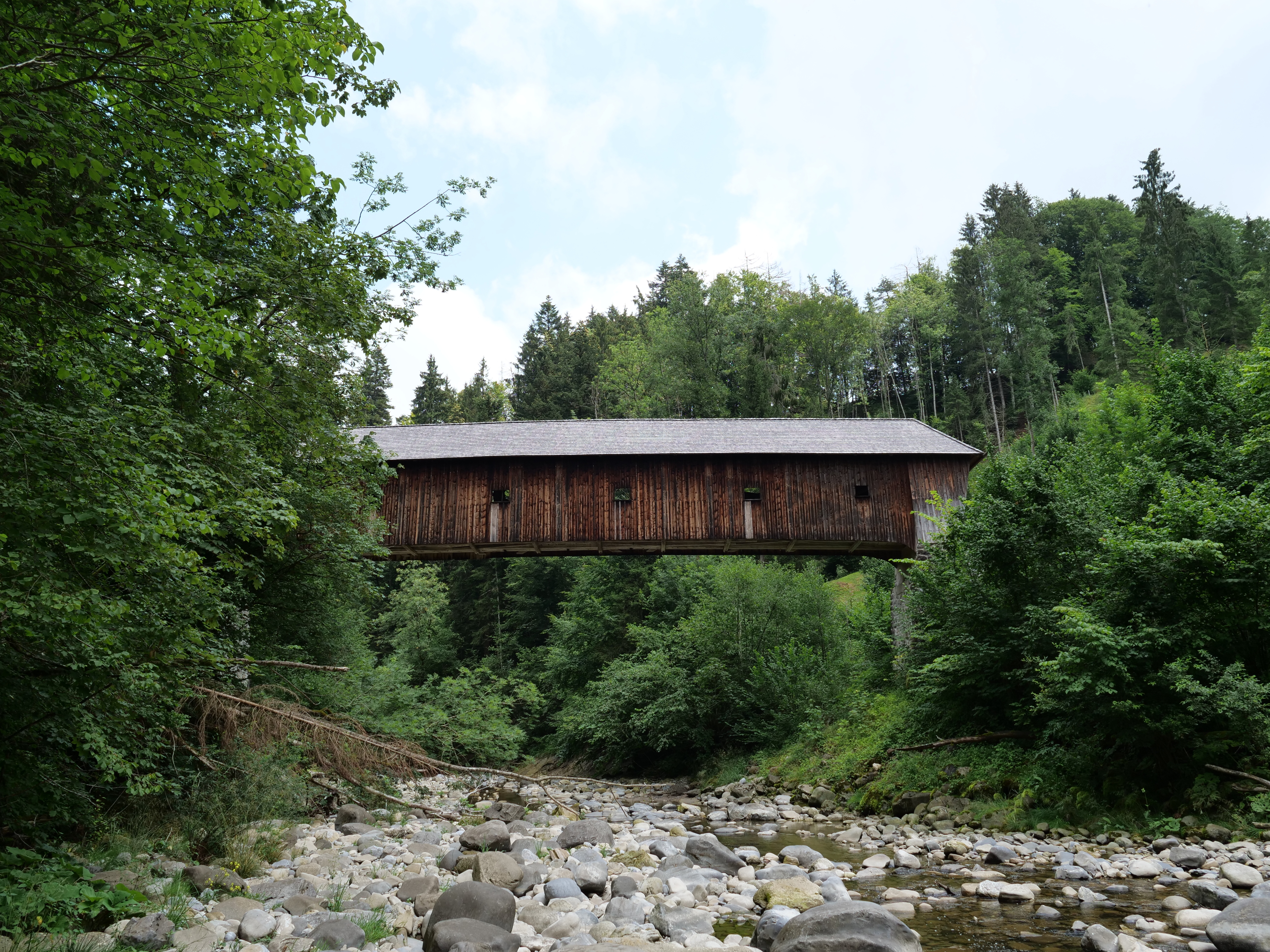
Ponte di legno di Hundwil nel luglio 2018

Il ponte Hundwilertobel (Hundwilertobelbrücke), inaugurato nel 1992, collega Herisau a Hundwil e quindi ad Appenzello. Il ponte di legno di Hundwil (Holzbrücke Hundwil) è uno storico ponte di legno coperto tra Hundwil e Herisau.
Il ponte di Kubel (Brücke im Kubel), anch'esso costruito attraverso l'Urnäsch, è un cosiddetto "ponte parlante" per le frasi che ne decorano le travi. Tale ponte è costruito con uno stile simile a quello del ponte presso Hundwil.